# ココスナカムラ
株式会社ココスナカムラは、日本のスーパーマーケット。株式会社エコスの完全子会社。東京都足立区梅田に本社を置く。

## 概要
1958年3月、中村徳三と中村時子が原宿に日用雑貨・化粧品・食品の小売店を創業。
1978年7月、スーパーマーケットに業種を変更し、葛飾区新小岩に一号店を開店。
2024年9月1日付で、東京都昭島市に本社を置くエコスが全株式を取得し、ココスナカムラはエコスの完全子会社となった。

## 店舗
- 鳥越店[7]
- 麹町店[8]
- 入谷店[9]
- 町屋店[10]
- 梅島店[11][12]
- 青戸店[13]
- 阿佐ヶ谷店[14][15]